# محمد داود کلکانی
محمد داود کلکانی (زاده ۱۳۴۲ ولسوالی کلکان ولایت کابل) سیاستمدار افغانستان و نماینده مردم ولایت کابل در دوره‌های پانزدهم و شانزدهم مجلس نمایندگان است. وی در مجلس شانزدهم نمایندگان افغانستان عضو کمیسیون روابط بین‌الملل می‌باشد.

## زندگی‌نامه
محمد داود کلکانی زاده ۱۳۴۲ از ولسوالی کلکان ولایت کابل هست. تحصیلات متوسطه خود را در لیسه/دبیرستان میر باچا خان در کابل به اتمام رسانید و در سال ۱۳۸۸ سند لیسانس خود را در رشته حقوق از دانشگاه پیام نور کسب کرد.

## دیگر فعالیت‌ها
دیگر فعالیت‌های ایشان:
- آمر جهادی ولسوالی کلکان.
- قوماندان لوای جهادی.
- قوماندان غند.
- آمر سیاسی فرقه هشت.
- منشی شورای کوهدامن.